# Erlenmoos
Erlenmoos – miejscowość i gmina w Niemczech, w kraju związkowym Badenia-Wirtembergia, w rejencji Tybinga, w regionie Donau-Iller, w powiecie Biberach, wchodzi w skład wspólnoty administracyjnej Ochsenhausen. Leży w Górnej Szwabii, ok. 15 km na zachód od Biberach an der Riß, przy drodze krajowej B312.